# NG2-Glia
la NG2-Glia è una determinata popolazione di cellule gliali presenti nel SNC esprimenti per il proteoglicano NG2 (un inibitore della crescita assonica) 

## Storia
Nel 1980, William Stallcup identificò una nuova popolazione di cellule, nel SNC adulto, utilizzando anticorpi per un nuovo tipo di CSPG (condroitin solfato proteoglicano),
le NG2, una serie di molecole derivate da colture miste di neuroni N e cellule della glia G.

## Fisiologia
Le NG2 immunopositive esprimono vari marker specifici dei precursori degli oligodendrociti (OPC), come ad esempio i recettori alfa per il fattore di crescita di origine piastrinica PDGFαR, proprio per questo tendono ad essere considerate cellule appartenenti alla oligodendroglia.
Durante la crescita le OPC NG2 immunopositive differenziano in oligodendrociti mielinizzanti, altre invece (5-10% di tutta la glia) persistono nella forma nativa sia nella materia bianca sia nella materia grigia del SNC maturo, e possono differenziare in neuroni, oligodendrociti e astrociti.

### Funzione
La NG2-glia è fortemente reattiva e risponde rapidamente in seguito a danni nell'SNC con la crescita e la creazione di nuovi processi citoplasmatici, partecipa così al processo di gliosi (formazione di una cicatrice gliale in seguito a lesione dell'SNC) assieme agli astrociti.
È stato postulato che una funzione primaria della NG2-glia nel SNC adulto potrebbe essere quella di rispondere rapidamente ai cambiamenti nell'integrità neurale, sia per formare una cicatrice gliale, sia per generare nuovi neuroni, astrociti o oligodentrociti, "decisione" che verrebbe presa a seconda dei segnali captati.

### Sinantociti
I sinantociti , sono un particolare tipo di cellule della NG2 glia, esprimono canali Na+, Ca2+ e K+ voltaggio-dipendenti, recettori per glutammato e GABA, ma nessun trasportatore di glutammato così come per la totale assenza di glutammina-sintetasi, particolare che li contraddistingue dalle cellule astrogliali.
Queste cellule sembrano comunicare attivamente con i neuroni, ma la loro funzione non è ancora stata chiarita.